# 光澤瘋鱨
光澤瘋鱨（学名：Tachysurus nitidus）为輻鰭魚綱鯰形目鲿科瘋鱨属的鱼类，俗名黄甲、油黄姑，是中国的特有物种。分布于闽江、湘江、长江等水系，體長可達19公分，一般栖息于湖泊、江河支流的中下层、白天很少活动以及夜间外出寻食。该物种的模式产地在长江。